# Pas de deux (Band)
Pas de deux war ein experimentelles Musikprojekt des belgischen Künstlers Walter Verdin. Das Trio bestand neben Verdin selbst aus den Sängerinnen Dett Peyskens und Hilde van Roy.

## Geschichte
Verdin war zur Zeit der Gründung von Pas de deux noch Kunststudent, hatte aber bereits mit Specimen & The Rizikoos kleine Erfolge als Musiker gehabt. 1982 brachte das Trio seine erste Single heraus, The Lonely Guys erregte aber nur wenig Aufmerksamkeit. 1983 nahm die Gruppe am belgischen Vorentscheid zum Eurovision Song Contest teil, der vom flämischen Fernsehsender BRT unter dem Titel Eurosong 1983 veranstaltet wurde. Zunächst wurde in einer Halbfinalrunde unter den drei Beiträgen der Gruppe Hartedief - Cardio Cleptomanie, Rendez-vous und Celo das Lied Rendez-vous für die Finalrunde gewählt. Im Finale selbst konnten sich Pas de deux mit 67 Punkten und damit 27 Punkten Vorsprung vor der Sängerin Sofie als Sieger durchsetzen. Der experimentelle Beitrag, der überwiegend instrumental war und lediglich die sich wiederholenden Worte „Rendez-vous - Maar de maat is vol en m'n kop is toe“ (etwa: „Rendez-vous - Es reicht und ich halte den Mund“) enthielt, war stark umstritten. Nach Bekanntgabe des Siegertitels wurde die Gruppe noch auf der Bühne beim Vorentscheid lautstark ausgebuht.
Beim Eurovision Song Contest 1983 in München hatte die Gruppe keinen Erfolg und erreichte mit 13 Punkten den 18. und damit drittletzten Platz. Allerdings erhielt die Gruppe aus Spanien mit acht Punkten die dritthöchste Wertung. Das Lied erreichte die Top 30 der flämischen Verkaufscharts und bekam den Zomerhit-Preis als Beste Single 1983. Zudem war es das erste Lied, das vom neu entstandenen Radiosender Studio Brussel, mittlerweile einer der meistgehörten belgischen Radiosender, gespielt wurde. 1983 veröffentlichten Pas de deux ihre dritte und letzte Single Mani meme, deren Text in einer Fantasiesprache verfasst war. Aufgrund des ausbleibenden Erfolges trennten sich Pas de deux noch im selben Jahr.

## Nach der Trennung
Walter Verdin ist angesehener Videokünstler, Hilde van Roy Fernsehjournalistin. Dett Peyskens ist weiterhin als Sängerin tätig. Im Jahre 2001 schloss sie sich der Gruppe Red Zebra an. Des Weiteren spielte sie in den Filmen Le mur und Jump mit.

## Diskografie

### Singles
- 1982: The Lonely Guys
- 1983: Rendez-vous
- 1983: Rendez-vous (englische Fassung)
- 1983: Mani meme

### Alben
- 1983: Des tailles